# Шестакова, Людмила Евгеньевна
Людми́ла Евге́ньевна Шестако́ва (род. 8 сентября 1973, Барнаул, Алтайский край, Россия) — белорусская армреслер, многократная чемпионка мира и Европы. Заслуженный мастер спорта Республики Беларусь (2000).

## Биография
Людмила Шестакова родилась в городе Барнауле, Алтайский край. Отец занимался лёгкой атлетикой. В детстве её семья переехала в Минск, Белоруссия. Училась в средней школе № 53 города Минска, окончила исторический факультет БГУ, работала на «Атланте», подрабатывала в тренажёрное зале «Горизонта». В детстве занималась конным спортом, любовь к лошадям привил её отец.
Позже профессионально занялась армреслингом.
Работает тренером в одном из минских фитнес-клубов.